# Boronia juncea
Boronia juncea är en vinruteväxtart. Boronia juncea ingår i släktet Boronia och familjen vinruteväxter.

## Underarter
Arten delas in i följande underarter:
- B. j. juncea
- B. j. laniflora
- B. j. micrantha
- B. j. minima